# Manuel Romerales Quintero
Manuel Romerales Quintero (Madrid, 1875 - Melilla, 1936) était un militaire espagnol, exécuté par les nationalistes au début de la Guerre civile pour avoir refusé de se rallier à la rébellion de juillet 1936.
Après diverses affectations dans l’armée, tant au sein d’unités combattantes (guerre hispano-américaine et guerre du Rif) qu’à des postes de commandement ou d’enseignement dans la métropole, il fut nommé commandant en chef de la circonscription militaire orientale du Maroc espagnol, avec siège à Melilla. C’est à ce titre qu’il fut témoin de l’agitation sociale consécutive à la victoire électorale du Front populaire de février 1936 et qu’il assista — candide et imprévoyant — aux préparatifs de coup d’État menés dans son entourage.
Lorsqu’eut éclaté à Melilla le soulèvement militaire de juillet 1936, un groupe d’officiers et de hauts gradés rebelles investit le bâtiment de commandement où se trouvaient le général Romerales, resté fidèle à la République et attaché à la légalité, et son état-major, dont la plus grande partie avait d’ores et déjà rejoint l’insurrection ; Romerales fut contraint sous la menace de se rendre et de céder le commandement, puis mis en détention. Une procédure judiciaire dite sumarísimo (accélérée), entachée de partialité et de vices de forme, fut alors engagée contre lui, parodie de justice culminant le 26 août 1936 par sa comparution, sur l’accusation de rébellion militaire et de trahison, devant le conseil de guerre, qui prononça le verdict de mort.

## Biographie

### Formation et carrière militaire
Manuel Romerales Quintero fut inscrit à l’âge de dix-huit ans à l’Académie d’infanterie (es) de Tolède, dont il sortit diplômé et doté du grade de lieutenant en second. Il prit part à la guerre hispano-américaine sur l’île de Cuba, où il resta jusqu’à la fin du conflit. De 1901 à 1903, il fut attaché à l’Académie d’infanterie, où, après son ascension au grade de capitaine en janvier 1904, il était chargé de remplir quelques missions d’enseignement. En 1909, il passa au Collège des orphelins, puis, l’année suivante, fut muté à la sous-inspection de la 1re région militaire, où il demeura jusqu’en 1913, date à laquelle, ayant été destiné au bataillon de chasseurs Las Navas, il vint à participer, dans le cadre de la guerre du Rif, aux opérations militaires aux alentours de Larache, dans le protectorat du Maroc. Promu commandant en mars 1914, il reçut différentes destinations, telles que la Commission mixte de Ciudad Real, le bataillon de chasseurs d’Estella et le Collège des orphelins Marie-Christine. Entre novembre 1919 et décembre 1921, il occupa à nouveau un poste à l’Académie d’infanterie, puis, monté au rang de lieutenant-colonel, fut chargé du commandement du bataillon de chasseurs de montagne Alphonse XII, au sein duquel il participa en juillet 1924 à la campagne du Maroc, à nouveau dans la zone de Larache. Décoré à de multiples reprises, promu colonel en octobre 1925 pour mérites de guerre, il fut par la suite affecté à la maison d’arrêt militaire de Port Mahon, puis chargé de commander la Première Brigade de la deuxième division de montagne. À partir de la fin de 1933 jusqu’au 1er août 1935, il exerça une première fois comme commandant en chef de la circonscription militaire orientale du protectorat du Maroc, dont le siège était situé à Melilla, et alla occuper une seconde fois le même poste le 28 février 1936.

### Insurrection militaire de juillet 1936

#### La rébellion militaire au Maroc et à Melilla
En juillet 1936, le sommet de la structure hiérarchique militaire au Maroc espagnol se composait du commandant en chef des forces armées du Maroc, le général Agustín Gómez Morato, et des commandants des circonscriptions Occidental et Oriental, resp. les généraux Oswaldo Capaz Montes et Manuel Romerales Quintero. Le haut commandement militaire, qui relevait hiérarchiquement du haut-commissaire Arturo Álvarez Buylla, avait ses quartiers à Tétouan et était assisté d’un état-major confié au colonel Francisco Martín Moreno. Le poste de commandement de Ceuta, avec pour chef d’état-major le lieutenant-colonel José Reigada, et celui de Melilla, avec pour chef d’état-major le lieutenant-colonel Emilio Peñuelas, étaient subordonnés au commandement suprême. Si le haut commandement, c’est-à-dire les généraux Gómez Morato, Capaz et Romerales, était loyal au gouvernement républicain en place, la plupart des gradés ayant des troupes sous leur commandement se trouvaient impliqués dans la conspiration et la rébellion, plus particulièrement les lieutenants-colonels Juan Yagüe, alors à la tête de la Deuxième Légion à Ceuta, et Carlos Asensio Cabanillas, qui avait sous ses ordres les Regulares de Tétouan. C’est pourquoi le soulèvement, une fois déclenché à Melilla, l’emporta aisément ensuite dans le reste du Protectorat.

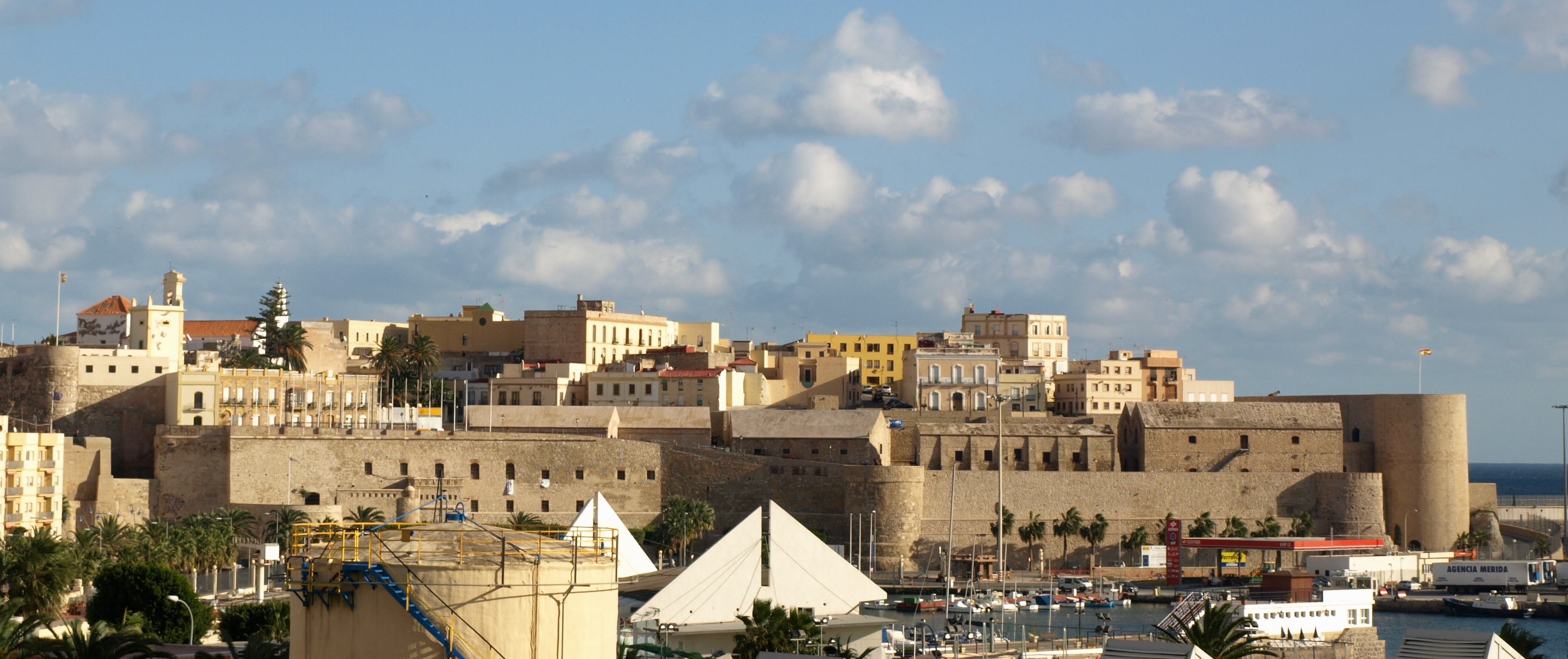
La ville de Melilla, siège du commandement de la circonscription militaire orientale.

À Melilla, un groupe d’officiers d’état-major, emmené par le lieutenant-colonel à la retraite Juan Seguí Almuzara, étaient les animateurs de la conspiration, et dans la suite, les auteurs de la mise en détention de Romerales. Faisaient partie des putschistes à Melilla, outre Seguí, les lieutenants-colonels Gazapo et Maximino Bartomeu (les deux premiers cités officiers d’état-major, le dernier officier d’infanterie) et le commandant d’état-major Luis Zanón, qui figurait de fait comme le personnage clef de la conspiration au sein de l’état-major de Romerales. L’officier appelé à remplacer Romerales une fois le coup d’État consommé était le colonel d’infanterie Luis Solans Labedán.
Quelques gradés de la garnison de Melilla n’appartenaient pas au noyau du complot, mais étaient considérés comme des éléments sûrs, de qui il était escompté qu’ils se joindraient au soulèvement ; il s’agissait principalement de Solans et du chef d’état-major de Romerales, le lieutenant-colonel Emilio Peñuelas, qui ne devait pas être informé de la conspiration avant le 16 juillet. Ce même 16 juillet, lors du rapport de service dont Peñuelas s’acquitta auprès du général Romerales, le premier après qu’il eut été mis au courant de ce qui se tramait, Peñuelas eut soin, en concertation avec le commandant Zanón, de ne pas faire état de la liste des permissions d’été déjà accordées par le ministère, afin d’éviter que beaucoup de ces permissionnaires, ignorant les préparatifs de l’insurrection, s'embarquent pour la métropole dans l’après-midi, ce qui aurait privé le mouvement de l’apport de nombreux gradés.
Il était prévu à l’origine que le mouvement militaire soit mis en marche à Ceuta, cependant, à la suite de l’incident survenu après qu’eut été éventée la constitution d’une provision d’armes dans le bâtiment de la Commission des frontières le 16 juillet 1936, c’est à Melilla que l’insurrection militaire fut enclenchée. Le lendemain 17 juillet commença ainsi la Guerre civile, après que se fut rebellée l’armée d’Afrique, sans aucun doute la force militaire la mieux entraînée et équipée de la République espagnole. En un peu plus de seize heures, tout le Protectorat ainsi que les places de souveraineté espagnole se retrouvèrent aux mains des insurgés. Du reste, le soulèvement à Ceuta, sous le contrôle direct de Yagüe, se déroula sans que soit tiré le moindre coup de feu.

#### Refus de Romerales de rallier le soulèvement
Dans la matinée du 17 juillet, un chargement de pistolets destiné à armer les phalangistes de Melilla fut déposé dans le bâtiment de la Commission géographique des frontières d’Afrique, lieu placé sous la tutelle des officiers du corps d’état-major, nommément le lieutenant-colonel Darío Gazapo et le capitaine Carmelo Medrano. Un des agents de liaison chargés de répartir les armes vendit la mèche, ce qui porta la Commission des frontières à émettre une demande de procès-verbal. Cependant, les conspirateurs réunis dans le bâtiment, assistés par des soldats du casernement de la Légion, situé non loin de là, réussirent à maîtriser les gardes d’assaut chargés du procès-verbal. Cet incident marqua le début de l’insurrection et représente de fait le premier acte violent de la Guerre civile, quoiqu’il ait été commis sans effusion de sang,.
Mis au fait de l’incident à la Commission des frontières et ayant eu communication d’indices sur l’état de rébellion de plusieurs unités, Romerales s’empressa de convoquer les hauts gradés dans son office du haut commandement. À cette réunion assistaient notamment, outre le chef d’état-major Peñuelas, le subordonné de celui-ci, le capitaine d’état-major Emilio Bonaplata, et les commandants d’infanterie Seco et Ferrer, loyaux au général. Plus tard, on vit pénétrer dans le bureau le commandant Zanón, l’un des meneurs du mouvement, qui en des termes vifs fit part à Romerales du soulèvement de la garnison tout entière, et le colonel Solans, futur remplaçant de Romerales. Selon la déposition de Peñuelas, consignée dans les actes du procès de Romerales, le premier aurait tenté de persuader le second de se dessaisir du commandement. L’aide de camp de Romerales, le capitaine Rotger, aurait alors demandé des explications sur la nature et le sens du mouvement en cours, afin que son supérieur et lui-même puissent prendre une résolution ; en effet, Rotger se serait dirigé au capitaine Bonaplata, un sien camarade de l’École supérieure de guerre, « qu’il exhorta, au nom de la camaraderie incarnée par l’écharpe bleue, de s’expliquer sur la portée du mouvement ». Puis Rotger, dans son rôle de loyal assistant du général, frappant rageusement la table, aurait conseillé à celui-ci de ne pas se démettre. Romerales aurait cependant fini par se résigner à l’inexorable et à remettre le commandement au colonel Solans, peu avant que le lieutenant-colonel Seguí, chef de l’insurrection, ne fasse irruption dans le bureau pistolet au poing et escorté d’un peloton de Regulares,,. Romerales fut contraint, sous la menace d’être exécuté sur-le-champ, de se rendre et de céder le commandement, après quoi il fut mis, ainsi que ceux qui l’accompagnaient, en détention. La seule résistance armée dans la zone de Melilla allait être celle menée par le capitaine Virgilio Leret, commandant de la base d’hydravions de l’Atalayón, fusillé dès le lendemain 18 juillet 1936,.

### Passage en conseil de guerre
Le 25 juillet, sur la foi de la déclaration de l’enseigne Gutiérrez Lanzas à propos d’une prétendue conspiration révolutionnaire de gauche visant à « provoquer un soulèvement contre le régime républicain », et considérant que le fait pour Romerales de n’avoir adopté aucune mesure face à un « ennemi aussi contraire à la civilisation comme l’est le communisme », ainsi que son soutien verbal au manifeste communiste rédigé à l’occasion du 1er mai 1936, constituaient un délit défini à l’article 255 du Code de justice militaire, un acte d’inculpation fut dressé contre lui et son procès mis en branle. Le même jour, Romerales choisit pour son défenseur, parmi les noms qui s’offraient à lui, le colonel Andrés Arce Llevada.

#### Instruction judiciaire
La procédure d’instruction contre le général Romerales fut lancée le 12 août 1936, c’est-à-dire vingt-quatre jours après l’insurrection militaire dans la place de Melilla, et un jour après que se fut tenu le premier conseil de guerre côté républicain, en l’occurrence contre le général Goded, à l’issue duquel celui-ci fut condamné à mort. Ce même jour encore, le lieutenant-colonel d’infanterie Maximino Bartomeu, l’un des chefs de file de la conspiration dans le Protectorat, fut désigné juge chargé d’instruire l’affaire.
Lors des interrogatoires des témoins, qui étaient au nombre de trente et furent appelés à déposer entre le 13 et le 24 août, le juge d’instruction se signala en particulier par la formulation biaisée et tendancieuse des questions par lui posées. Ainsi note-t-on p. ex. la répétition systématique de certaines questions se rapportant au comportement militaire que Romerales, en sa qualité de général en chef de la circonscription orientale, aurait manifesté avant le coup d’État ; concrètement, il était demandé aux témoins d’évaluer l’action de leur supérieur au regard de ses opinions politiques, de sa loyauté et de son sens de l’honneur dans l’exercice de sa fonction, et de son patriotisme, alors qu’un juge d’instruction est censé s’intéresser aux faits et aux circonstances, et non pas aux opinions personnelles des déposants, ni aux jugements de valeur,. Toutes les questions de Bartomeu poursuivaient le même but : mettre en évidence la mauvaise idée que les militaires cités à témoigner avaient de Romerales, démontrer sa connivence sinon sa servilité vis-à-vis des dirigeants du Front populaire, mettre au jour son irrésolution face à de supposées manœuvres à tendance révolutionnaire, et illustrer sa trahison à l’armée et à la patrie,. En conséquence, les dépositions des officiers interrogés allaient pour la plupart en défaveur de Romerales et lui reprochaient notamment : son manque de décision devant les informations parvenues quelques semaines avant le coup d’État sur l’existence de complots de sous-officiers et de gradés liés à l’UMRA et occupés à préparer des actions de résistance contre d’éventuels mouvements militaires de droite ; sa décision de destituer des commandants sans autre motif que de se plier aux desiderata du gouvernement en place ; la fermeture du casino militaire à la suite d’agressions et de provocations de la part de jeunes membres des partis de Front populaire, etc.
L’un de ces témoins, Jaime Fernández Gil de Terradillos, délégué suppléant du gouvernement, franc-maçon, qui réussit ensuite à s’échapper par Tanger et partit en exil au Mexique, déclara plus tard dans ses mémoires que le jugement était fondé sur des accusations portant sur l’attitude, sur la façon de penser, non sur des faits concrets, et que la défense était menée « sans chaleur, sans arguments, à seule fin que le pauvre Arce [le défenseur] puisse se tirer d’affaire, obligé qu’il avait été de remplir pareil rôle dans cette farce tragique ». C’est en réalité le général lui-même qui, au milieu d’une salle d’audience remplie de militaires hostiles et de phalangistes, prit sur lui de se défendre sur un ton « valeureux, assuré et digne », en s’érigeant contre le qualificatif injuste de traître.
Toujours selon Fernández Gil, il vit Romerales le 15 juillet 1936, le lendemain de son retour de manœuvres — temps d’absence de leur supérieur que les putschistes avaient mis à profit pour régler les derniers détails de l’imminent coup d’État — et discuta alors avec lui du télégramme reçu de Madrid et mettant en garde contre un soulèvement militaire en gestation, et lui avoua ne pas avoir confiance ni dans la Garde civile, ni dans la police ; cependant, le général Romerales de son côté ne percevait aucun danger. Tandis que tous étaient conscients de ce qui se tramait depuis les élections de février 1936, Romerales quant à lui persista jusqu’au dernier moment à ne pas croire possible une telle chose. Aussi Seguí put-il, vu la totale absence de précautions de défense de Romerales, déjouer tous les contrôles et, escorté d’un groupe de Regulares, se précipiter dans son bureau pistolet au poing et le mettre en détention. Plus tôt encore, début mai 1936, le gouvernement de Madrid avait dépêché le commissaire Antonio Lozano Cano avec mission d’enquêter sur le complot fasciste, ce qui permit de recueillir bon nombre de renseignements ; mais malgré cela, aucune action n’avait été entreprise et les nouvelles nominations allaient échoir à des personnes impliquées dans la conjuration. Le 16 juillet, quand on eut appris par des confidents que tout était fin prêt pour le soulèvement, contact fut à nouveau pris avec le général, qui finit de mauvaise grâce par accepter d’envisager de prendre certaines mesures. D’après ce qu’avait appris Fernández Gil, le coup d’État devait être déclenché à 5 heures de l’après-midi, mais jusqu’à une demi-heure avant le coup de force, Romerales s’abstenait toujours de prendre des mesures urgentes pour le prévenir. Il apparaît aussi qu’il avait une connaissance disproportionnée de ce qui se passait autour de lui : ce qu’il savait sur le présumé mouvement subversif de gauche des sous-officiers avait pour effet de le détourner de la conspiration véritable qui se tramait.

#### Inculpation et procèssumarísimo
Le 23 août 1936, une fois achevés les interrogatoires, la procédure se transforma en procès dit sumarísimo (littér. très sommaire, c’est-à-dire en procédure accélérée), ce qui supposait une réduction substantielle du nombre d’étapes du procès. Le choix de cette procédure, prévue aux termes du Code de justice militaire de 1890, était conditionnée, premièrement, par le caractère d’« immédiateté » des faits reprochés et, deuxièmement, par l’exceptionnelle gravité des actes, puisqu’en effet, suivant l’art. 651, ceux-ci étaient supposés entraîner la peine capitale. En l’espèce cependant, un procès sumarísimo ne pouvait se justifier, attendu que les faits incriminés ne répondaient pas à l’impératif indispensable d’être flagrants, l’interprétation correcte de la norme requérant en effet que le prévenu soit surpris aussitôt après avoir commis le délit, alors que tous les faits allégués s’étaient produits avec un ample décalage temporel — plus d’un mois et demi — par rapport à la mise en détention du prévenu dans la soirée du 17 au 18 juillet 1936.
Le 23 août fut nommé président du conseil de guerre le général de réserve Manuel de Gándara Sierra, et désigné comme défenseur de Romerales le colonel Andrés Arce Llevada. Sans délai, la procédure passa aux mains du procureur, qui définit les chefs d’accusation et présenta les faits reprochés comme constitutifs du délit de trahison et de sédition. Dans son acte d’accusation, le procureur considérait que « le général connaissait la sédition de la troupe par des officiers républicains en vue de commettre des actes contre la patrie et de favoriser les desseins de l’ennemi, tellement contraires à la civilisation, notamment par des affiliés du Parti communiste, et n’a adopté aucune résolution tendant au châtiment immédiat ou à la détention desdits éléments », et aussi que « le général a commenté à haute voix et en présence de militaires et de civils qu’il ne verrait pas le moindre inconvénient à souscrire au manifeste communiste publié ce jour-là [le premier mai 1936] ». À ses yeux, ce dernier fait suffisait « pour brosser la silhouette morale du général Romerales ». Romerales aurait supposément fait cette déclaration en présence de Gazapo et d’Urzáiz, alors que ce dernier, ainsi que le souligna le défenseur, affirmait n’avoir rien entendu. Romerales ne se souvenait plus d’avoir tenu de tels propos, mais reconnut toutefois que quelques jours plus tard, lorsqu’on lui apporta le manifeste dans son bureau, il « le trouva rédigé en des termes modérés », constatant que le texte « conseillait d’aimer l’armée ».
Par ailleurs, le procès était entaché de plusieurs vices de forme. La procédure adoptée le 26 août était celle dite de Consejo de Guerra de Oficiales Generales (« conseil de guerre d’officiers généraux »), or, aux termes de la loi, la procédure aurait dû être de type Consejo de Guerra en Pleno, Reunido y Sala (littér. « conseil de guerre plénier, réuni et chambre »), seule modalité procédurale habilitée à connaître de délits de lèse-majesté et de trahison commis par un commandant militaire à la tête d’une force armée. Aux dates où eut lieu le jugement, il était impossible dans la zone nationaliste de mettre en place un conseil de guerre de ce type, d’abord en raison de ce que le Tribunal suprême, organe auquel ressortissaient ces jugements, avait son siège à Madrid, c’est-à-dire pour lors encore dans la zone républicaine, ensuite par l’absence de mécanisme juridictionnel dans la zone insurgée qui ait permis la mise sur pied d’un nouveau Conseil suprême de guerre et marine, pour la création duquel il aurait fallu attendre l’avènement dans la zone insurgée d’une nouvelle juridiction militaire, créée seulement plus tard, en vertu des décrets ad hoc du 31 août 1936, restituant aux autorités militaires la juridiction naguère perdue sous la République, ainsi que du décret d’octobre 1936 portant création du Haut Tribunal de justice. En l’absence d’un organisme judiciaire compétent et des moyens de tenir un conseil de guerre en conformité avec la loi, il fut donc décidé, faute de mieux, de juger le général Romerales selon la modalité du Consejo de Guerra de Oficiales Generales,.
En outre, le Conseil devait se composer d’un président et de six jurés, qui tous devaient être des « officiers généraux », et être présidé par l’officier général à la personnalité la plus prestigieuse et à l’ancienneté la plus élevée. Cette condition ne fut pas remplie en l’espèce, puisque le jury ne comprenait qu’un seul général, à côté de colonels et de lieutenants-colonels.
En résumé, on note un certain nombre d’irrégularités de nature à mettre en question l’impartialité et la transparence de la procédure ouverte contre Romerales, car si la nomination du lieutenant-colonel Bartomeu comme juge d’instruction était irrégulière, sont à qualifier d’irréguliers également les interrogatoires effectués par celui-ci des témoins cités, de viciée l’adoption de la procédure accélérée (sumarísimo) pour le procès selon les critères du Code de justice militaire, et de non conforme la composition de la chambre appelée à juger le général Romerales.

#### Chefs d’accusation
Comme indiqué ci-haut, Romerales comparaissait pour le délit de trahison et de sédition. Dans l’acte d’accusation rédigé par Bartomeu, le quatrième chef d’accusation concernait le défaut d’opposition de Romerales à une association d’officiers et de gens de troupe animée par des idées « dissolvantes » ; dans le cinquième, il lui était imputé de n’avoir pas réagi face au complot de sous-officiers du bataillon no 7 et aux réunions tenues sur l’aérodrome de Tahuima ; le sixième lui reprochait d’avoir éloigné de Melilla la Compagnie de mer (« Compañía de Mar ») ; le septième portait sur ses déclarations faites dans le parc García Hernández à propos du manifeste communiste, sur les injures à l’adresse de l’armée proférées lors de l’hommage rendu à Romerales le 14 avril 1936, et sur l’ordre édicté par lui de ne pas réagir aux agressions et provocations de la population civile.
Quant au premier chef d’accusation (défaut d’opposition aux associations militaires extrémistes de gauche), il a pu être établi que Romerales, par des rapports de ses services de renseignements, avait eu connaissance notamment : de réunions d’officiers et de soldats de troupe qui s’appliquaient à recueillir des informations dans les casernes et leurs dépendances et à dresser les listes des officiers engagés dans la conspiration nationaliste, dans le but de permettre une réaction appropriée des forces de gauche dans l’éventualité d’un soulèvement militaire ; de prélèvements d’armes et d’explosifs dans le parc d’artillerie effectués sans l’autorisation des supérieurs compétents ; et de certaines opérations nocturnes, commises dans la nuit du 9 au 10 juin 1936. En outre, Romerales savait que lesdits groupes s’efforçaient d’attirer à leur cause le personnel de différentes unités et organisaient des assemblées dans les cantines, dans des domiciles privés et en particulier dans le bar « La Peña », véritable point de rencontre des militaires républicains.
Quant au renvoi de la Compañía de Mar, le commandant de celle-ci, le lieutenant Arturo Morán, accusa dans sa déposition le général Romerales d’avoir muté à des fins politiques cette unité de Melilla vers Villa Sanjurjo, afin de réduire la présence dans la place de Melilla d’unités engagées dans la conspiration nationaliste. Toutefois, cette allégation non seulement fut réfutée par Romerales, qui indiqua qu’il avait émis cet ordre pour mettre fin à l’usage abusif qui était fait de cette unité pour des opérations de chargement et de déchargement dans le port sans rapport avec sa fonction réglementaire, mais encore était contredite par la faible importance de cette force de marine au sein d’une place militaire totalement régie par l’armée de terre comme l’était alors Melilla.
Quant au complot de sous-officiers, ce supposé mouvement subversif de sous-officiers sous l’égide de quelques officiers, qui aurait été mis au jour fin mai 1936, après que Romerales eut donné mission d’enquêter, parmi d’autres, au commandant Meziane, puis plus tard, pendant une nuit de juin 1936, lorsque plusieurs militaires impliqués dans le futur coup d’État passèrent en revue les compagnies dont les sous-officiers se réunissaient clandestinement. Les sous-officiers et soldats concernés furent alors accusés de se rassembler dans une cantine pour écouter Radio Moscou et commenter la situation politique espagnole, ce qui se solda par une mutation pour quelques-uns et à une mise à pied pour d’autres. Cependant, la manœuvre de diversion était tellement limpide que Romerales lui-même n’y ajouta aucune créance. L’invocation de cette affaire lors de l’instruction du procès n’avait d’autre but que de démontrer que Romerales avait observé une attitude passive face à une situation de cette nature. Cette affaire aboutit finalement à ce que des mesures furent prises et que la répression vint à s’abattre sur les sous-officiers et sur leurs présumés contacts ; ainsi notamment le capitaine Luis Casado Escudero sera-t-il fusillé peu de jours après le coup d’État.

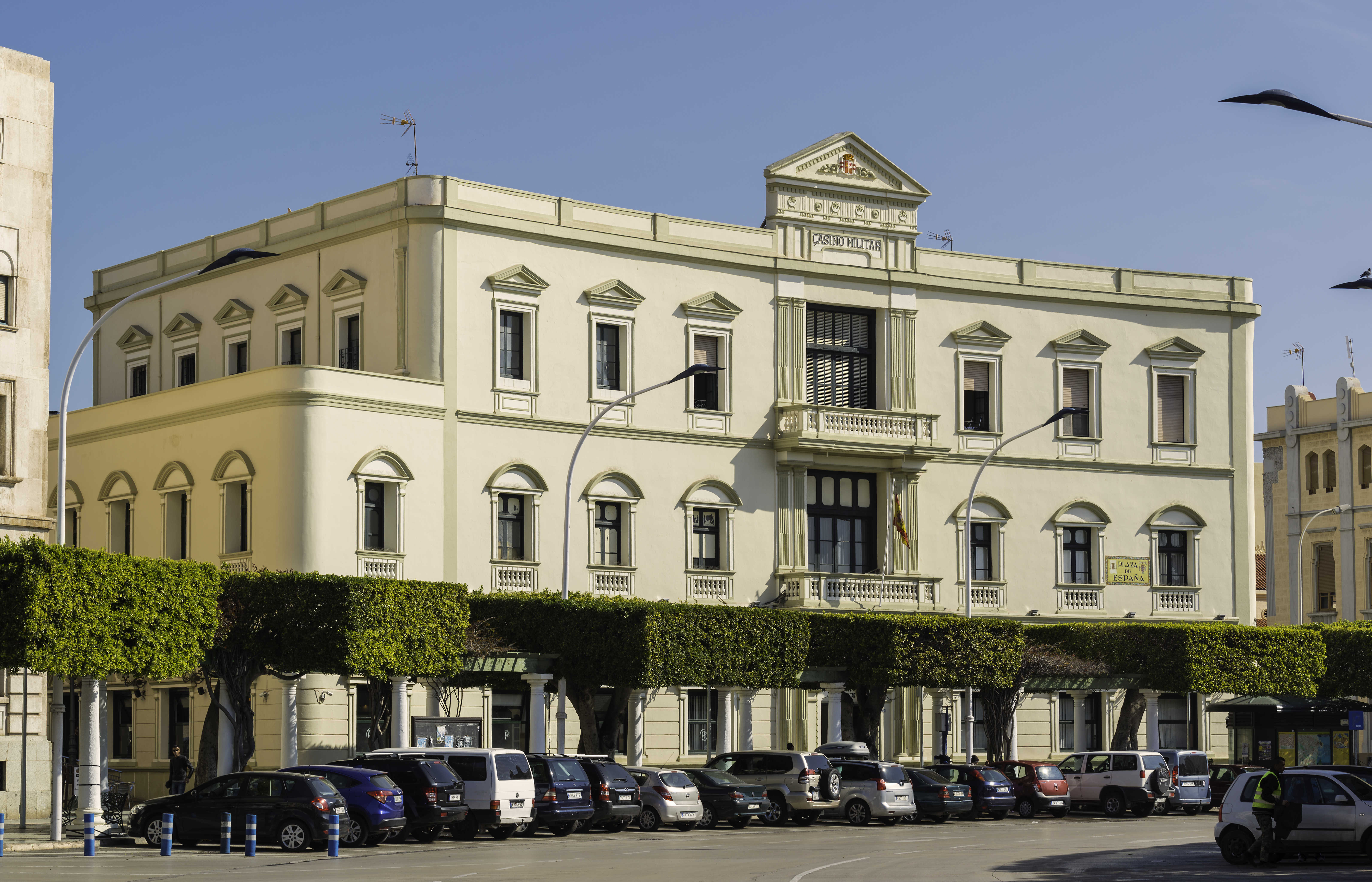
Le Casino militaire de Melilla en 2018.

Quant à la fermeture du Casino militaire, Romerales avait dû s’y résoudre en raison de l’attitude provocatrice de certains militaires qui, vêtus en civil et armés, avaient cru opportun d’y faire une démonstration de force, et dans le but d’éviter des incidents avec les manifestants de gauche. En effet, après qu’il lui avait été communiqué par des militants de gauche qu’un groupe d’officiers avaient investi le Casino « avec des intentions subversives » — information que l’on était tenu de transmettre à Madrid —, Romerales décida d’envoyer la police de sécurité pour le cas où se produiraient des attaques de la part d’activistes de gauche, puis ordonna le lendemain la fermeture du Casino pour quelques jours, avant d’adresser le 19 avril un télégramme au gouvernement, dans lequel il était fait état que le jour concerné une demi-centaine de militaires armés et habillés en civil s’étaient concentrés dans ce lieu sous le prétexte que les Jeunesses socialistes et communistes se proposaient de le prendre d’assaut (ce qui allait se révéler faux), en raison de quoi il avait été décidé d’y dépêcher des forces de sécurité ; de plus, selon le même télégramme, il s’agissait d’une « alarme intentionnelle provoquée par des éléments sympathisants du fascisme appartenant à différents corps ». Il est à rappeler que la réalité sociale telle que vécue alors à Melilla, comme dans le reste de l’Espagne, depuis la victoire du Front populaire, était propice aux exaltations politiques et aux provocations réciproques entre les groupes idéologiques différents et en particulier à l’encontre d’une caste militaire qui tendait à se radicaliser de plus en plus. C’est ce qui explique la décision de Romerales, concrétisée par un ordre, d’interdire, face aux insultes proférées par des civils à l’adresse des officiers, toute réaction violente, prescrivant à ses hommes de se limiter à identifier les agresseurs et de prendre note de la plaque d’immatriculation des véhicules d’où provenaient les offenses. Cette décision de ne pas réagir aux outrages avait pour but d’éviter que le personnel de l’armée se laisse entraîner à participer à des incidents violents, en canalisant le mécontentement justifié des militaires vers les autorités politiques compétentes chargées de maintenir l’ordre public. Lorsque les faits dépassaient les limites d’un simple incident, comme ce fut le cas avec l’assaut contre la résidence d’officiers « La Hípica » et avec la fermeture du Casino, Romerales ne manquait pas d’en faire rapport de façon détaillée aux autorités de Tétouan, et de convoquer parallèlement les chefs de corps pour leur communiquer ses instructions. Romerales insista bien dans sa déposition au juge d’instruction qu’il n’avait pas donné consigne aux officiers de ne pas réagir aux insultes, mais de s’attacher à éluder tout heurt et de se limiter à signaler le fait. Cependant, pendant le procès, les militaires putschistes s’ingénièrent à interpréter comme suit cette décision : « si dans la rue ils subissaient des vexations, [qui allaient] jusqu’à porter atteinte à leurs sentiments les plus sacrés, il leur était enjoint de ne pas réagir et de se borner à noter le nom de l’individu et le numéro du véhicule ».
Quant à l’imputation d’avoir reçu un hommage public de la part du Front populaire « tout en écoutant les avanies proférées contre les militaires sans faire la moindre objection », ce chef d’accusation se réfère aux festivités du 14 avril 1936, jour où fut célébré le cinquième anniversaire de la République. Pourtant, on ne peut inférer, des articles parus à cette occasion dans la presse de Melilla, l’existence d’aucune tension politique ou sociale particulière, nulle mention en effet n’y étant faite de provocations ou de cris hostiles aux forces armées. De surcroît, cette impression de normalité se trouve confirmée par l’absence de compte rendu sur les cérémonies de Melilla dans les journaux de la métropole, tandis que les annonces d’incidents survenus avec des militaires le jour anniversaire de la République furent au contraire fort nombreuses dans le reste de l’Espagne.
Après que l’inculpé eut entendu lecture de l’acte d’accusation, celui-ci se limita à marquer son désaccord avec les chefs d’accusation, qui n’étaient selon lui que pures conjectures. Il sollicita par ailleurs que les témoins contresignent leurs dépositions, afin que son défenseur puisse les interroger en temps voulu, et que soit versée au dossier une série de documents aptes à démontrer son souci permanent de l’ordre public et de la sécurité de la garnison tout au long des quelques mois qu’il avait été en poste à Melilla (c’est-à-dire de mars à juillet 1936), de même qu’une copie du télégramme relatif à la fermeture du Casino militaire.
Tous les témoins appelés à la barre confirmèrent leurs dires, et n’eurent face à eux que l’apathie du défenseur Arce, dont le rôle se limitait à obtenir que la peine, au cas où Romerales ne serait pas acquitté, soit atténuée.

#### Verdict
Le tribunal considéra comme établi que le général Romerales, en accord avec les autorités civiles et avec le gouvernement de Front populaire, « non seulement s’opposa à des idéaux aussi purs, mais encore rabaissa son autorité, allant jusqu’à partager celle-ci avec les directives politiques marxistes et communistes » et avait soumis le corps d’officiers à « de constantes vexations, inacceptables pour l’honneur et la dignité de quiconque appartient aux institutions armées » ; qu’il ne s’était pas comporté comme il était de son devoir face à la supposée conspiration dénoncée par l’enseigne Gutiérrez Lanzas, qu’il était « un instrument servile de la politique qu’imposaient les marxistes à Melilla, et à considérer comme traître à la collectivité dont il était le chef […] », et qu’il agissait comme protecteur des militaires impliqués dans les réunions révolutionnaires des sous-officiers. En foi de quoi les membres du tribunal tenaient pour prouvées les charges contre Romerales, constitutives des délits de trahison et de sédition.
La justification du tribunal pour amalgamer le délit de trahison à celui de sédition se limitait à deux considérants, qui postulaient laconiquement que : « Les faits décrits ci-dessus sont constitutifs des délits mentionnés, ceux-ci étant prévus et sanctionnés aux articles 225, correspondant au 22, alinéa 5º du Code de justice militaire, et 248, correspondant au 243 du même texte légal, et les effets de pénalité sont à comprendre comme réalisés sans solution de continuité, vu que tous ses actes sont le fruit d’un même esprit et d’une même volonté délictueux, en considération de quoi le Conseil estime que ces deux délits sont à sanctionner comme un seul, à savoir comme le plus grave des deux, celui de trahison ».
Toutefois, s’il est possible de qualifier comme constitutives de délit de trahison une action commise pendant des conflits civils armés, dès lors que l’autorité qui applique les normes du code pénal est détentrice de la légalité en vigueur, il se trouve que pendant la Guerre civile les deux camps se considéraient l’un et l’autre comme dépositaires de cette légitimité, encore qu’aucun des deux ne l’ait respectée et mise en œuvre. Compte tenu que la République incarnait le pouvoir légitimement constitué, les insurgés s’abstinrent dans un premier temps de définir leur action comme « antirépublicaine » et la qualifiaient d’opposée au gouvernement de Front populaire, et entendaient le code de justice militaire en fonction de leurs propres traditions ; c’est dans ce cadre qu’allait être introduit le délit de trahison. Cependant, selon le Code de justice militaire, des actes ne peuvent être retenus comme constitutifs de trahison qu’à condition que deux éléments essentiels soient réunis lors de leur commission, à savoir : que les faits aient eu lieu durant un conflit armé, et que l’accusé ait tenu l’une ou l’autre conduite active ou passive correspondant à celles décrites dans la loi. Cependant, aucun des faits sur lesquels le tribunal de Melilla appuyait son accusation contre Romerales ne pouvait être assimilé à ceux répertoriés dans le Code, étant donné aussi que tous les faits imputés à Romerales étaient antérieurs à la déclaration d’état de guerre du 17 juillet 1936.
L’historien Gil Honduvilla conclut :

« De tout cela on peut déduire que, lors même qu’on tiendrait pour prouvés les faits estimés tels par le tribunal, ceux-ci ne seraient pas pour autant constitutifs de l’une des catégories pénales les plus graves du Code de justice militaire, comme l’est celle de trahison. La conduite du général [Romerales] aurait pu être rangée dans d’autres catégories de gravité moindre, mais jamais sous les articles 222 et suivants du Code. Ni ce qui s’est passé ne fut comme le décrit le tribunal dans la sentence, ni ce qui est décrit était constitutif d’un délit de trahison. Ce que nous avons relaté jusqu’ici n’est autre qu’une tentative de conférer une forme légale à ce qui ne fut simplement et carrément qu’une exécution, en dépit de ce que le procès ait été orné d’une série de garanties légales inexistantes. »

#### Exécution de Romerales et contexte judiciaire au début de la Guerre civile
Le sort du général Romerales était conditionné par la situation dans laquelle se trouvait le pouvoir judiciaire dans les premiers jours du soulèvement militaire de juillet 1936. En effet, Romerales fut condamné par un conseil de guerre tenu le 26 août 1936, c’est-à-dire à un moment de plus grande anarchie dans le camp insurgé. Ce chaos des premiers jours de la guerre, quand le camp nationaliste n’avait pas encore eu le loisir de rebâtir les hautes instances du pouvoir judiciaire capables d’unifier les différentes normes alors existantes, pourrait être désigné par « phase de justice des généraux », soit la période où s’épanouit tout l’ensemble d’irrégularités formelles survenues dans les débuts de la guerre civile. Dans cette phase, le châtiment infligé par leurs compagnons d’armes aux militaires non insurgés dépendait, entre autres facteurs, de l’amitié ou de l’inimitié entre l’inculpé et le chef militaire qui le gardait prisonnier, de l’appui dont il jouissait chez les officiers insurgés, des tensions entre les différents généraux rebelles au moment de délimiter leurs sphères de pouvoir respectives, et de l’occurrence antérieure, dans le camp adverse, d’importantes irrégularités à l’encontre de militaires insurgés tombés au pouvoir des républicains.

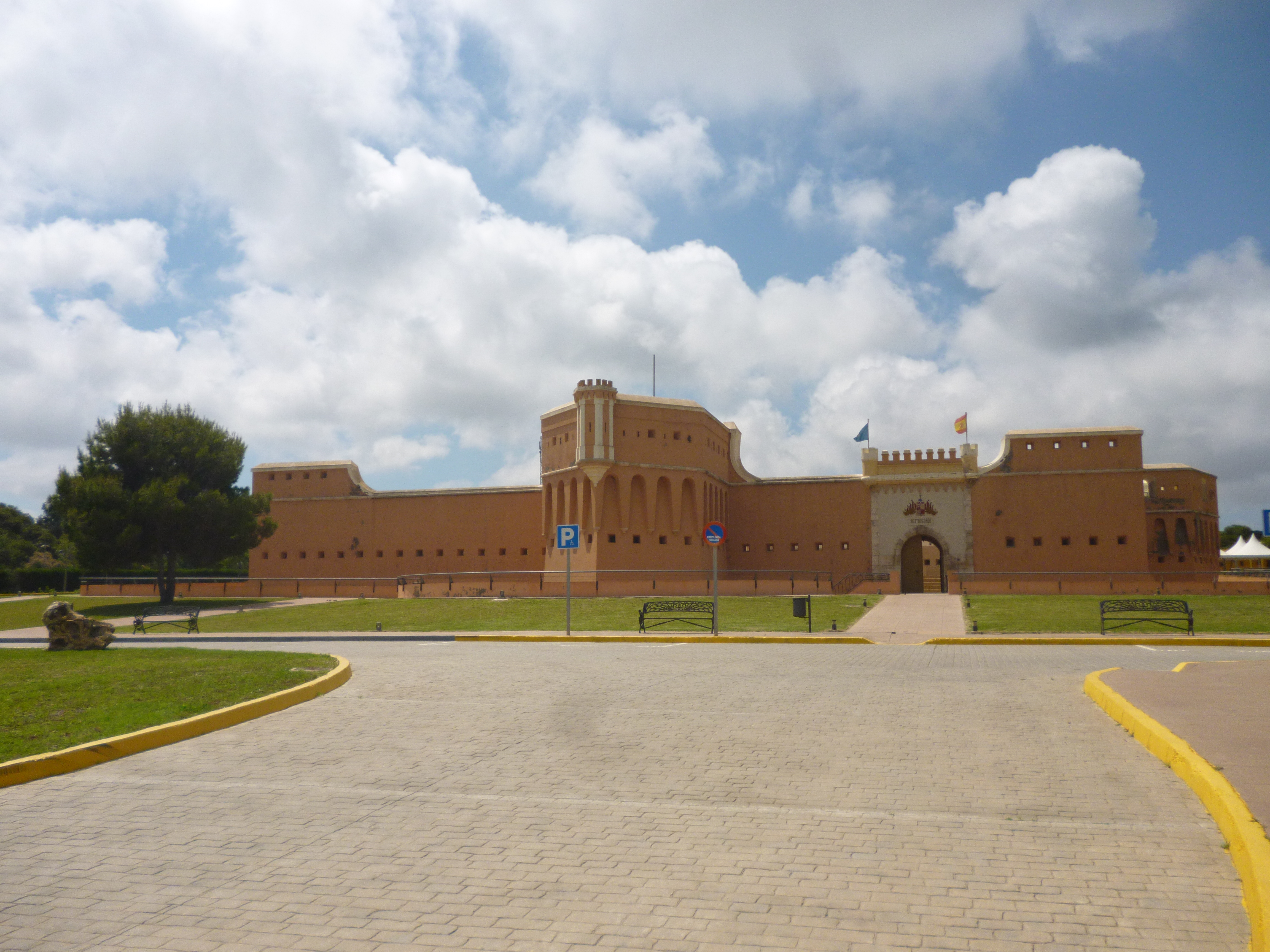
Le fort de Rostrogordo à Melilla, où Romerales fut exécuté le 28 août 1936.

Ironiquement, ou peut-être à la suite d’une prise de conscience des graves vices de procédure et des irrégularités pénales dont était entaché le sumarísimo contre Romerales, le Comité de défense nationale (Junta de Defensa Nacional) de Burgos rendit le 4 septembre 1936, soit sept jours après l’exécution du général, son décret no 79, par lequel, entre autres réformes du Code de justice militaire, était créée la possibilité d’instituer la procédure accélérée (sumarísimo) sans qu’il soit requis désormais de prendre l’inculpé en flagrant délit, ni d’imposer comme unique sentence admissible celle de mort ou de réclusion à perpétuité, et par lequel aussi était désormais considérée comme « place militaire subissant un blocus ou assiégée » les ports ou places « qui pour les besoins du service militaire [...] seraient considérés tels par les généraux en chef de l’armée » — stipulations qui auraient rendu « légale » la procédure engagée contre Romerales et compétent le jury qui l’avait jugé. Mais avant que ces nouvelles dispositions soient entrées en vigueur, des officiers supérieurs comme Campins, Salcedo, Romerales, Núñez del Prado, Caridad Pita, et, plus tard (en 1937), Batet, avaient été condamnés à la peine capitale et exécutés dans la zone nationaliste, pour des faits similaires à ceux pour lesquels eurent au contraire la vie sauve d’autres officiers récalcitants dans la même zone, tels que Villa-Abrille, López Viota, Gómez Morato et Molero.
Romerales fut condamné à mort et fusillé le 28 août 1936 à 8 h 0 sur le champ de tir du fort de Rostrogordo à Melilla,, après dégradation.